# 羅特巴赫河 (萊茵河支流)
51°34′20.73″N 6°41′13.38″E / 51.5724250°N 6.6870500°E

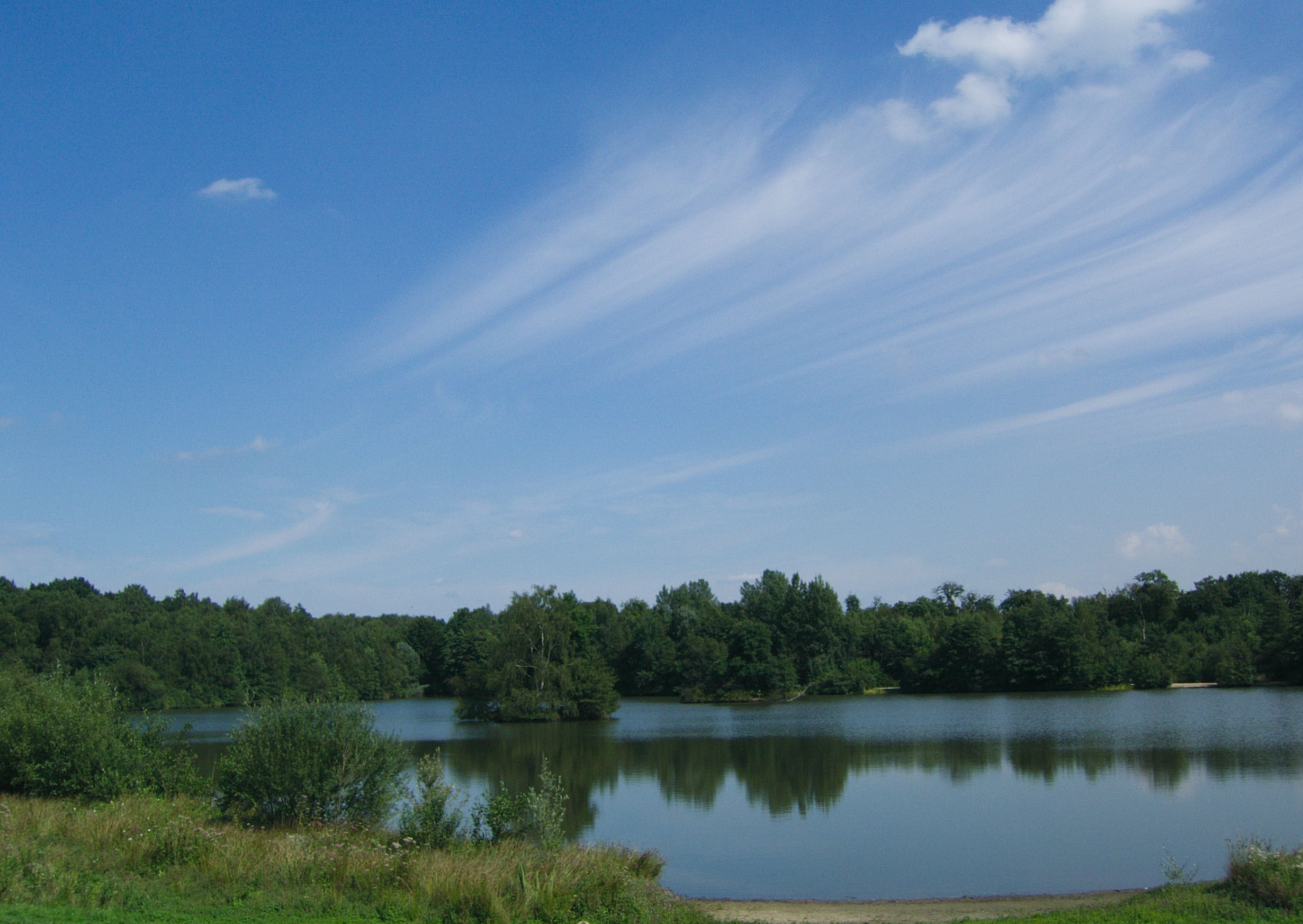

羅特巴赫河（德語：Rotbach），是德國的河流，位於該國西部，處於北萊茵-威斯特法倫州，屬於萊茵河的右支流，河道全長21.9公里，流域面積51.6平方公里。